# Abaltzisketa
Abaltzisketa è un piccolo comune rurale spagnolo di 333 abitanti situato nella comunità autonoma dei Paesi Baschi nella provincia di Gipuzkoa, dalla cui capitale San Sebastián dista 39 km. Fa parte della comarca o eskualdea di Tolosaldea, e dista 14 km dal capoluogo Tolosa. Si trova ai piedi del monte Txindoki della Serra de Aralar, a un'altitudine di 370 metri dalla quale domina la valle del fiume Oria, che attraversa il territorio comunale.
La parte meridionale del comune è inclusa nel Parco naturale di Aralar.
A partire dalla metà del 1900, il comune è stato oggetto di forte spopolamento.

## Storia
Le sue origini sono incerte, si sa che nel 1379 appartenne a Tolosa e che ottenne il titolo di villa nel 1615 recuperando l'autonomia persa nei confronti di Tolosa. Nel 1983 cambia la denominazione ufficiale dalla grafia castigliana Albacisqueta a quella basca Albatzisketa.

### Monumenti
Il centro storico è quello tipico dei villaggi rurali baschi: attorno alla piazza principale si trovano il municipio, di stile basco, e la chiesa di San Joan Bataiatza (Giovanni Battista) costruita nel XIII secolo in stile romanico e poi modificata nel corso del Settecento. Le due torri campanarie risalgono al 1493. Interessante è anche il quartiere di Larraitz, dove si trova un santuario dedicato alla Vergine Maria.

## Demografia
Abitanti censiti

### Lingua
La variante di basco locale appartiene al dialetto gipuzkoano. La percentuale di popolazione euskaldun (o bascofona) si attesta al 93,36%.

## Feste
Nel giorno di Pentecoste si svolge una romeria all'ermita di Larraitz, il 15 maggio la festa di San isidro, il 24 giugno quella di San Juan Bautista con la danza popolare soka-dantza in piazza alla sera. Il 29 giugno si celebra la festa di San Pedro a Larraitz e il 1º novembre si svolge una romeria all'ermita di Txutxurrumendi.